# Szun Cse-vej
Sun Zhi-Wei (孙智伟; nyugaton Zhi-Wei Sun; magyaros átírással Szun Cse-vej) (1965. október 16. –) kínai matematikus. Leginkább számelmélettel, kombinatorikával és csoportelmélettel foglalkozik. 
1998 óta professzor. A Nancsing Egyetemen (Nanjing Egyetemen) tanít.
Ikertestvérével, Szun Cse-hunggal (Sun Zhi-Honggal) bebizonyították a ma Wall–Szun–Szun-prímként ismert tételt, ami útmutatóul szolgált a Fermat-sejtés ellenpéldájának kutatásában.
2005-ben publikált három megközelítést Erdős Pál három híres dolgozatához a kombinatorikus számelmélet terén.
Erdős-száma 2-es.